# Эберхард, Деннис
Деннис Эберхард (англ. Dennis Eberhard; 1943, Кливленд — 2005, там же) — американский композитор.
Учился в Кливлендском институте музыки, Иллинойсском университете и других учебных заведениях, среди его наставников были, в частности, Сальваторе Мартирано и Влодзимеж Котоньский.
Написал, в частности, концерт для фортепиано с оркестром «Тень лебедя» (англ. Shadow of the Swan), посвящённый памяти моряков, погибших на подводной лодке «Курск».